# Jeon Do-yeon
Jeon Do-yeon (hangul: 전도연; hanja: 全道嬿; rr: Jeon Do-yeon; MR: Chŏn Toyŏn; Seul, 11 de fevereiro de 1973) é uma atriz sul-coreana. Ela ganhou o prêmio de Melhor Atriz no 60° Festival de Cinema de Cannes, tornando-a a primeira atriz coreana a ganhar um prêmio de atuação em Cannes, além de ter ganhado na categoria Melhor Performance no 1º Asia Pacific Screen Awards por sua atuação no filme de 2007, Miryang. Muitas jovens atrizes citam Jeon como inspiração.

## Início da vida
Jeon Do-yeon nasceu em 11 de fevereiro de 1973. Ela tem dois irmãos mais velhos e é a caçula de sua família. Criada desde a infância em Seul, ela se formou na Bukgajwa Elementary School, na Yeonhee Girls Middle School, na Changduk Girls High School e no Departamento de Radiofusão do Instituto de Artes de Seul.

## Carreira

### 1990–1997: Começo na atuação e estreia
Em 1990, Jeon fez sua estreia na indústria do entretenimento como modelo de propaganda da Johnson & Johnson. Ela fez sua estreia como atriz na série de televisão Our Heaven em 1992. Ela então continuou a desempenhar papéis coadjuvantes como em Scent of Love (1994), General Hospital (1994) e Love is Blue (1995), mas lutou para receber qualquer atenção mais significativa. Em 1995, ela ganhou algum reconhecimento depois de interpretar a irmã mais nova da heroína no drama de sucesso da KBS2, Our Sunny Days of Youth, que registrou sua maior audiência na época, com 62,7%. O diretor do drama, Jeon San PD, fez uma observação afirmando que Jeon Do-yeon era uma "recém-chegada persistente e ambiciosa". Nos anos seguintes, ela desempenhou papéis importantes em vários dramas, como Project, Way Station e Until We Can Love em 1996, e Star in My Heart em 1997. Jeon passou cinco anos estrelando dramas de televisão antes de alcançar o status de estrela em ascensão, com sua estreia no cinema atuando ao lado de Han Suk-kyu, no filme de 1997, The Contact, que se tornou o segundo filme coreano de maior bilheteria daquele ano. Ela ganhou vários prêmios com o filme, incluindo o de Melhor Nova Atriz no 35º Grand Bell Awards e no 18º Blue Dragon Film Awards.

### 1997–2006: Aclamação da crítica e sucesso
A partir de 1997, após o sucesso de The Contact, Jeon emergiu como uma atriz de destaque na indústria cinematográfica coreana e estabeleceu uma reputação de “camaleoa”, na qual pôde assumir uma ampla variedade de papéis, desde sua atuação como médica no hit de cinema melodramático, A Promise, que ganhou seu prêmio de Melhor Atriz no 35º Baeksang Arts Awards, o de uma colegial no filme de 1999 The Harmonium in My Memory, até o de uma esposa tendo um caso adúltero no filme de 1999, Happy End. Em 1999 e 2000, ela recebeu os prêmios na categoria Melhor Atriz em várias cerimônias, como no 20º Blue Dragon Film Awards e o 37º Grand Bell Awards, pelo filme The Harmonium in My Memory. Ela também ganhou o prêmio de Melhor Atriz no 35º Baeksang Arts Awards por seu papel em A Promise, e vários outros prêmios de cinema locais por seu papel em Happy End.
Em 2001, ela interpretou uma caixa de banco na estreia do diretor Park Heung-sik, I Wish I Had a Wife. Depois de estrelar como a faladora Soo-jin em No Blood No Tears de Ryoo Seung-wan em 2002, Jeon passou um tempo atuando na série de televisão Shoot for the Stars. Em 2003, ela obteve sucesso de bilheteria no filme de E J-yong, Untold Scandal, uma adaptação do famoso romance francês Ligações Perigosas, mas ambientado no período Joseon. No ano seguinte, ela se reuniu com o diretor Park Heung-sik na atuação de dois papéis simultâneos no filme melodramático My Mother, the Mermaid.
Em 2005, Jeon interpretou uma prostituta que contrai AIDS no contundente melodrama de Park Jin-pyo, You Are My Sunshine. O filme foi um sucesso de bilheteria, e seu desempenho foi aclamado pela crítica, ganhando vários prêmios de atuação. Ela então voltou para ao cinema com Lovers in Prague, um drama que conta a história de amor entre a filha do presidente da Coreia do Sul e um detetive de polícia. O drama foi um enorme sucesso, com audiência média de mais de 27%. Pela atuação, Jeon ganhou o Grande Prêmio (Daesang) no SBS Drama Awards de 2005. Comentando sobre seu ano de sucesso, o Korea Herald observou: "É raro um filme e um drama com o mesmo ator ou atriz principal se tornarem grandes sucessos ao mesmo tempo. E muitas vezes, atores e atrizes evitam tais casos, devido ao risco de confundir o público, mas Jeon conseguiu desempenhar ambos os papéis perfeitamente sem causar qualquer confusão no público."

### 2007–2014: Secret Sunshine e aclamação internacional

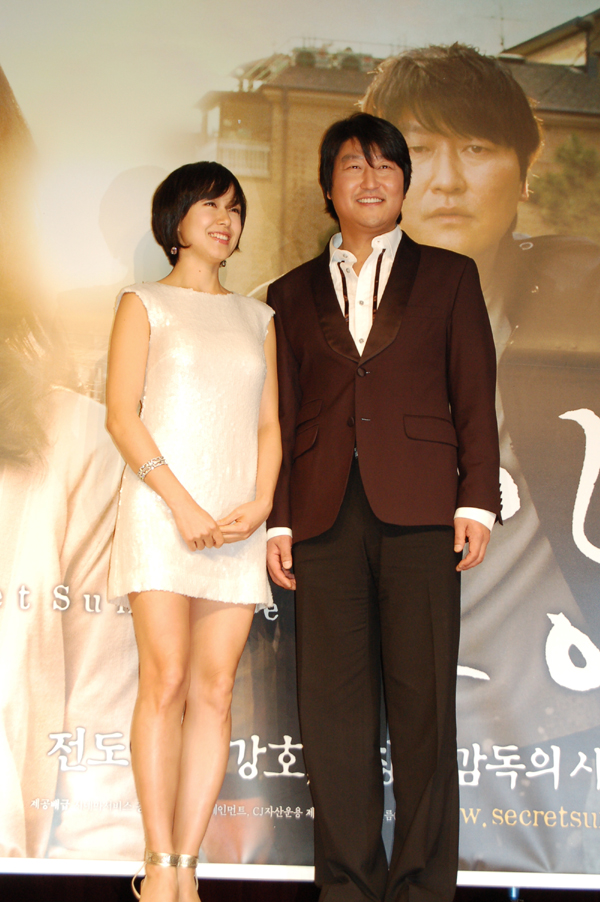
Jeon com Song Kang-ho numa coletiva de imprensa do filme Miryang, 2007

Em 2007, Jeon estrelou o melodrama Miryang de Lee Chang-dong, que a levou ao reconhecimento internacional. Seu retrato feroz de uma mãe viúva destemida que luta para reorganizar sua vida após as trágicas mortes de seu marido e filho, recebeu aclamação da crítica universal. Embora o filme em si, que estreou no 60º Festival de Cinema de Cannes, tenha suscitado avaliações amplamente divergentes dos críticos internacionais, o desempenho de Jeon foi universalmente elogiado e ela foi escolhida como a Melhor Atriz pelo júri de Cannes, tornando-a a primeira coreana a receber um prêmio de atuação em Cannes. Ela também ganhou o prêmio de Melhor Performance de Atriz no 1º Asia Pacific Screen Awards. Após a vitória em Cannes, Jeon conquistou outros prêmios na Coreia, ganhando o prêmio de Melhor Atriz em várias cerimônias de premiação de filmes, como o 28º Blue Dragon Film Awards. Em reconhecimento à sua contribuição para o desenvolvimento da indústria cinematográfica coreana, ela foi homenageada com a Ordem de Mérito Cultural Okgwan (4° classe)  pelo Ministério da Cultura, Esportes e Turismo, além do Prêmio de Realização Especial no 44º Grand Bell Awards.
No pós-Cannes, ela estrelou o filme de 2008, My Dear Enemy, interpretando uma mulher solteira desempregada que se reencontra com seu ex-namorado. Depois de estrelar My Dear Enemy, Jeon deu à luz uma filha e se afastou por um tempo da atuação. Em outubro de 2009, ela foi homenageada pelo governo francês com a medalha Chevalier da Ordem das Artes e Letras por sua contribuição às artes. No ano seguinte, ela voltou a estrelar o controverso remake de Im Sang-soo, The Housemaid. Jeon voltou a Cannes mais uma vez quando o filme foi escolhido para competir pela Palma de Ouro no 63º Festival de Cinema de Cannes.
Em 2011, Jeon interpretou uma vigarista que arrisca sua vida por dez dias por um acordo final com um cobrador de dívidas, com um coração frio, em Countdown. Countdown estreou no 36º Festival Internacional de Cinema de Toronto.

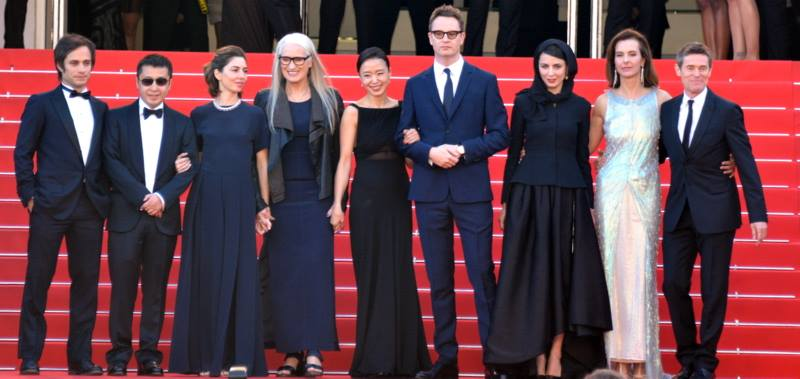
Jeon Do-yeon (quinta da esquerda para direita) compondo o júri do Festival de Cannes de 2014

Em 2013, após uma pausa de dois anos, Jeon voltou com o filme, sob direção de Bang Eun-jin, Way Back Home, baseado na história real de uma dona de casa que ficou presa por dois anos na ilha de Martinica após ser presa injustamente por tráfico de drogas no Aeroporto Orly de Paris em 2004. Em 2014, ela foi anunciada como um dos nove membros do júri principal na competição do 67º Festival de Cinema de Cannes, tornando-a a primeira atriz coreana a receber a homenagem, e o segunda coreano depois do diretor Lee Chang-dong, em 2009.

### 2015–presente: Mais aclamação e retorno à televisão
Em 2015, Jeon estrelou em The Shameless, um thriller que explora a inesperada e carnal atração que se desenvolve entre um detetive e a namorada do assassino que ele investiga. O filme foi selecionado para a seção Un Certain Regard do 68º Festival de Cinema de Cannes, fazendo com que Jeon voltasse a Cannes pela quarta vez. Por sua atuação no filme, Jeon ganhou o prêmio de Melhor Atriz no 24º Buil Film Awards, no 15º Director's Cut Awards e no 52º Baeksang Arts Awards, respectivamente. No mesmo ano, ela interpretou uma espadachim cega no drama histórico de vingança ambientado em Goryeo, Memories of the Sword, sua terceira colaboração com Park Heung-sik e sua segunda com Lee Byung-hun.
Mas isso também foi seguido pelo segundo filme com o diretor Lee Yoon-ki em A Man and a Woman, um filme de 2016 sobre um romance proibido ambientado nas paisagens nevadas da Finlândia. Jeon então retornou à televisão após doze anos, com o remake coreano de 2016 do drama jurídico americano, The Good Wife. Ela foi elogiada por exibir uma ampla gama de emoções, incluindo a agonia, de uma dona de casa que é forçada a se tornar advogada novamente depois que seu marido se envolve em um escândalo e é colocado atrás das grades.

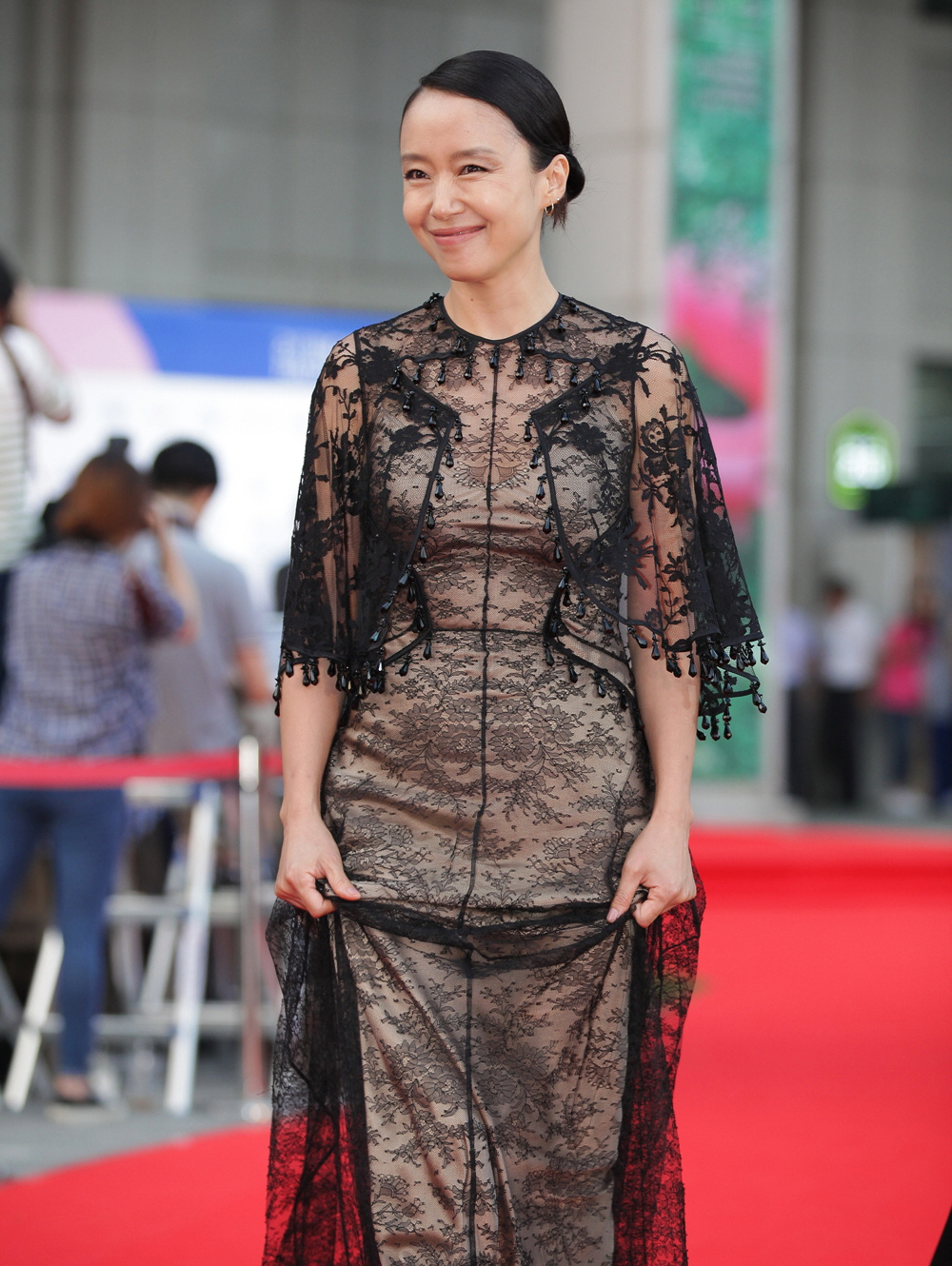
Jeon no tapete vermelho do Bucheon International Fantastic Film Festival, de 2017.

Após uma pausa de três anos, Jeon se reuniu com Sol Kyung-gu no drama Birthday, marcando sua segunda colaboração com Sol dezoito anos depois de I Wish I Had a Wife. O filme, inspirado no desastre da balsa Sewol, trata das lutas enfrentadas por um casal que perdeu o filho nesse trágico acidente. O filme teve sua estreia internacional no Far East Film Festival de 2019 em Udine, Itália. No festival, Jeon foi homenageada com o Golden Mulberry Lifetime Achievement Award. Ela, mais uma vez, ganhou os prêmios de Melhor Atriz no 56º Baeksang Arts Awards, no 6º Prêmio da Associação de Produtores de Cinema Coreano e no 28º Buil Film Awards, por sua atuação no filme.
No início de 2020, Jeon estrelou em Beasts Clawing at Straws, um thriller de mistério baseado no romance de Keisuke Sone, ao lado de Jung Woo-sung. O filme foi exibido no 49º Festival Internacional de Cinema de Roterdão e ganhou o Prêmio Especial do Júri na Competição Tiger. Entretanto, o filme não obteve lucro, pois as vendas de bilheteria despencaram devido à pandemia de COVID-19.
Ela fez seu retorno à televisão com a série de Hur Jin-ho, Lost, que foi ao ar na JTBC em setembro de 2021. Em 2022, ela se reuniu com Song Kang-ho e Lee Byung-hun no filme de ação e desastre de Han Jae-rim, Emergency Declaration.
Em 2023, Jeon contracenou com Jung Kyung-ho na série de comédia romântica distribuída pela tvN e a Netflix, Crash Course in Romance, dirigida por Yoo Je-won, que marcou seu retorno ao gênero romance após 17 anos. Ela desempenhou o papel de uma ex-jogadora nacional de handebol que agora administra uma loja de banchan, enquanto cria sua filha do ensino médio sozinha. De acordo com a Good Data Corporation, a série Crash Course in Romance ficou em primeiro lugar com uma participação de 23,8%, no Top 10 do TV Topicality Ranking na categoria de drama, durante quatro semanas consecutivas. Jung Kyung-ho ficou em primeiro lugar na categoria performer por cinco semanas seguidas, enquanto Jeon ficou em terceiro lugar.
No mesmo ano, Jeon estrela o filme de ação criminal da Netflix, Kill Boksoon, no papel titular de uma assassina profissional, contracenando junto com Sol Kyung-gu, Esom e Koo Kyo-hwan. Dirigido e escrito por Byun Sung-hyun, está programado para ser lançado na Netflix em 31 de março de 2023.

## Vida pessoal
Jeon se casou com o empresário e piloto profissional Kang Shi-kyu, que é nove anos mais velho que ela, em uma cerimônia de casamento privada no Shilla Hotel, em 11 de março de 2007. Ela deu à luz uma menina em 22 de janeiro de 2009.

## Filmografia

### Filmes
| Ano  | Título                     | Papel                       | Ref.                 |
| ---- | -------------------------- | --------------------------- | -------------------- |
| 1997 | The Contact                | Soo-hyun                    | [ 10 ]               |
| 1998 | A Promise                  | Chae Hee-ju                 | [ 10 ]               |
| 1999 | The Harmonium in My Memory | Yun Hong-yeon               | [ 10 ]               |
| 1999 | Happy End                  | Choi Bo-ra                  | [ 10 ]               |
| 2001 | I Wish I Had a Wife        | Jung Won-ju                 | [ 11 ]               |
| 2002 | No Blood No Tears          | Soo-jin                     | [ 12 ]               |
| 2003 | Untold Scandal             | Lady Jeong                  | [ 13 ]               |
| 2004 | My Mother, the Mermaid     | Kim Na-young / Jo Yeon-soon | [ 14 ]               |
| 2005 | You Are My Sunshine        | Eun-ha                      | [ 15 ]               |
| 2007 | Miryang                    | Lee Shin-ae                 | [ 23 ]               |
| 2008 | My Dear Enemy              | Hee-soo                     | [ 30 ]               |
| 2010 | The Housemaid              | Eun-yi                      | [ 35 ]               |
| 2011 | Countdown                  | Cha Ha-yeon                 | [ 40 ]               |
| 2013 | Way Back Home              | Song Jeong-yeon             | [ 41 ]               |
| 2015 | The Shameless              | Kim Hye-kyung               | [ 47 ]               |
| 2015 | Memories of the Sword      | Seol-rang / Wol-so          | [ 51 ]               |
| 2016 | A Man and a Woman          | Sang-min                    | [ 53 ]               |
| 2019 | Birthday                   | Soon-nam                    | [ 58 ]               |
| 2019 | Ashfall                    | Sun-hwa (cameo)             | [ 77 ]               |
| 2020 | Beasts Clawing at Straws   | Yeon-hee                    | [ 63 ]               |
| 2022 | Emergency Declaration      | Sook-hee                    | [ 67 ] [ 79 ] [ 80 ] |
| 2023 | Kill Boksoon               | Gil Bok-soon                | [ 81 ]               |
| ASA  | Revolver                   | Ha Soo-yeong                | [ 82 ]               |

### Séries de televisão
| Ano       | Título                                                        | Papel           | Notas               | Ref.          |
| --------- | ------------------------------------------------------------- | --------------- | ------------------- | ------------- |
| 1992-1993 | Our Paradise                                                  | Soo-hyun        |                     | [ 5 ]         |
| 1994      | Scent of Love                                                 | Hye-jin         |                     | [ 5 ]         |
| 1994      | General Hospital                                              | Kang Soon-young |                     | [ 5 ]         |
| 1995      | Love Is Blue                                                  | Na Hye-jin      |                     |               |
| 1995      | Drama Game - Six Steps Towards Separation                     | Park Joon-young |                     |               |
| 1995      | Our Sunny Days of Youth                                       | Im Jong-hee     |                     | [ 5 ]         |
| 1996      | Project                                                       | Yoo Hyun-jung   |                     | [ 5 ]         |
| 1996      | Drama Game - Can I Go to the Post Office to Find a Lost Love? | —               |                     |               |
| 1996      | Way Station                                                   | Choi Kye-soon   |                     |               |
| 1996      | Until We Can Love                                             | Eun-ju          |                     | [ 5 ]         |
| 1997      | Star in My Heart                                              | Yang Soon-ae    |                     | [ 5 ]         |
| 1997      | Snail                                                         | Yang Sun-ja     |                     | [ 5 ]         |
| 1998      | MBC Best Theater - What You Cherish Can Never Be Forgotten    | Se-jin          |                     | [ 5 ]         |
| 1999      | TV Love Story Movie - Host of Memory                          | —               |                     | [ 5 ]         |
| 2002–2003 | Shoot for the Stars                                           | Han So-ra       |                     | [ 2 ]         |
| 2005      | Lovers in Prague                                              | Yoon Jae-hee    |                     | [ 18 ]        |
| 2008      | On Air                                                        | Ela mesma       | (cameo, episódio 2) | [ 83 ]        |
| 2016      | The Good Wife                                                 | Kim Hye-kyung   |                     | [ 55 ]        |
| 2021      | Lost                                                          | Bu-jeong        |                     | [ 66 ] [ 84 ] |
| 2023      | Crash Course in Romance                                       | Nam Haeng-seon  |                     | [ 85 ] [ 86 ] |

### Clipes de música
| Ano  | Título   | Artista  | Participantes                       |
| ---- | -------- | -------- | ----------------------------------- |
| 2002 | The Name | The Name | Tony Leung Chiu-Wai, Ryoo Seung-bum |

## Teatro
| Ano  | Título                   | Papel        | Ref.          |
| ---- | ------------------------ | ------------ | ------------- |
| 1997 | Educating Rita           | Rita         | [ 87 ] [ 88 ] |
| 1998 | The Queen of Opera Tears | Shin Jung-ha | [ 89 ]        |

## Prêmios e indicações
| Ano  | Prêmio                                                 | Categoria                                   | Trabalho nomeado                      | Resultado  | Ref.            |
| ---- | ------------------------------------------------------ | ------------------------------------------- | ------------------------------------- | ---------- | --------------- |
| 1995 | KBS Drama Awards                                       | Prêmio de Popularidade                      | Our Sunny Days of Youth               | Venceu     |                 |
| 1997 | 35° Grand Bell Awards                                  | Nova Melhor Atriz                           | The Contact                           | Venceu     |                 |
| 1997 | 18° Blue Dragon Film Awards                            | Melhor Atriz Principal                      | The Contact                           | Indicado   | [ 5 ]           |
| 1997 | 18° Blue Dragon Film Awards                            | Nova Melhor Atriz                           | The Contact                           | Venceu     | [ 5 ]           |
| 1998 | 34° Baeksang Arts Awards                               | Atriz Mais Popular (Filme)                  | The Contact                           | Venceu     |                 |
| 1998 | 18° Prêmio da Associação Coreana de Críticos de Cinema | Nova Melhor Atriz                           | The Contact                           | Venceu     | [ 5 ]           |
| 1998 | 19° Blue Dragon Film Awards                            | Melhor Atriz Principal                      | A Promise                             | Indicado   |                 |
| 1999 | 35° Baeksang Arts Awards                               | Melhor Atriz (Filme)                        | A Promise                             | Venceu     | [ 5 ]           |
| 1999 | 36° Grand Bell Awards                                  | Melhor Atriz                                | A Promise                             | Indicado   |                 |
| 1999 | 1° Asian Film Critics Association Awards               | Melhor Atriz                                | A Promise                             | Venceu     |                 |
| 1999 | 22° Golden Cinematography Awards                       | Atriz Mais Popular                          | A Promise                             | Venceu     |                 |
| 1999 | Cine 21 Awards                                         | Melhor Atriz                                | The Harmonium in My Memory, Happy End | Venceu     |                 |
| 1999 | 20° Blue Dragon Film Awards                            | Melhor Atriz Principal                      | The Harmonium in My Memory            | Venceu     | [ 5 ]           |
| 1999 | 20° Blue Dragon Film Awards                            | Prêmio Estrela Popular                      | The Harmonium in My Memory            | Venceu     |                 |
| 1999 | 2° Director's Cut Awards                               | Melhor Atriz                                | The Harmonium in My Memory            | Venceu     |                 |
| 2000 | 37° Grand Bell Awards                                  | Melhor Atriz                                | The Harmonium in My Memory            | Venceu     | [ 5 ]           |
| 2000 | 37° Grand Bell Awards                                  | Melhor Atriz                                | Happy End                             | Indicado   |                 |
| 2000 | 8° Chunsa Film Art Awards                              | Melhor Atriz                                | Happy End                             | Venceu     | [ 5 ]           |
| 2000 | 1° Busan Film Critics Awards                           | Melhor Atriz                                | Happy End                             | Venceu     | [ 90 ]          |
| 2000 | 20° Prêmio da Associação Coreana de Críticos de Cinema | Melhor Atriz                                | Happy End                             | Venceu     | [ 5 ]           |
| 2000 | 21° Blue Dragon Film Awards                            | Melhor Atriz Principal                      | Happy End                             | Indicado   |                 |
| 2000 | 21° Blue Dragon Film Awards                            | Prêmio Estrela Popular                      | Happy End                             | Venceu     |                 |
| 2001 | 37° Baeksang Arts Awards                               | Melhor Atriz (Filme)                        | I Wish I Had a Wife                   | Venceu     | [ 5 ]           |
| 2001 | 22° Blue Dragon Film Awards                            | Melhor Atriz Principal                      | I Wish I Had a Wife                   | Indicado   |                 |
| 2002 | 23° Blue Dragon Film Awards                            | Melhor Atriz Principal                      | No Blood No Tears                     | Indicado   | [ 5 ]           |
| 2002 | 23° Blue Dragon Film Awards                            | Prêmio Estrela Popular                      | No Blood No Tears                     | Venceu     | [ 5 ]           |
| 2002 | 1° Korean Film Awards                                  | Melhor Atriz                                | No Blood No Tears                     | Indicado   |                 |
| 2002 | SBS Drama Awards                                       | Prêmio Top Excelência, Atriz                | Shoot for the Stars                   | Venceu     | [ 5 ]           |
| 2002 | SBS Drama Awards                                       | Top 10 Estrelas                             | Shoot for the Stars                   | Venceu     | [ 5 ]           |
| 2003 | 24° Blue Dragon Film Awards                            | Melhor Atriz Principal                      | Untold Scandal                        | Indicado   |                 |
| 2003 | 2° Korean Film Awards                                  | Melhor Atriz                                | Untold Scandal                        | Indicado   |                 |
| 2004 | 41° Grand Bell Awards                                  | Melhor Atriz                                | Untold Scandal                        | Indicado   | [ 91 ]          |
| 2004 | 25° Blue Dragon Film Awards                            | Melhor Atriz Principal                      | My Mother, the Mermaid                | Indicado   |                 |
| 2004 | 3° Korean Film Awards                                  | Melhor Atriz                                | My Mother, the Mermaid                | Venceu     | [ 92 ]          |
| 2004 | 7° Director's Cut Awards                               | Melhor Atriz                                | My Mother, the Mermaid                | Venceu     | [ 5 ]           |
| 2004 | Cine 21 Awards                                         | Melhor Atriz                                | My Mother, the Mermaid                | Venceu     |                 |
| 2005 | 41° Baeksang Arts Awards                               | Melhor Atriz (Filme)                        | My Mother, the Mermaid                | Indicado   |                 |
| 2005 | 13° Chunsa Film Art Awards                             | Melhor Atriz                                | My Mother, the Mermaid                | Venceu     |                 |
| 2005 | 42° Grand Bell Awards                                  | Melhor Atriz                                | My Mother, the Mermaid                | Indicado   | [ 93 ]          |
| 2005 | 25° Prêmio da Associação Coreana de Críticos de Cinema | Melhor Atriz                                | You Are My Sunshine                   | Venceu     | [ 5 ]           |
| 2005 | 26° Blue Dragon Film Awards                            |                                             | You Are My Sunshine                   | Indicado   | [ 94 ] [ 95 ]   |
| 2005 | 26° Blue Dragon Film Awards                            | Prêmio de Melhor Casal (com Hwang Jung-min) | You Are My Sunshine                   | Venceu     | [ 94 ] [ 95 ]   |
| 2005 | 4° Korean Film Awards                                  | Melhor Atriz                                | You Are My Sunshine                   | Venceu     | [ 96 ]          |
| 2005 | 6° Women in Film Korea Awards                          | Melhor Atriz                                | You Are My Sunshine                   | Venceu     |                 |
| 2005 | Cine 21 Awards                                         | Melhor Atriz                                | You Are My Sunshine                   | Venceu     |                 |
| 2005 | 8° Director's Cut Awards                               | Melhor Atriz                                | You Are My Sunshine                   | Venceu     | [ 97 ]          |
| 2005 | SBS Drama Awards                                       | Grande Prêmio (Daesang)                     | Lovers in Prague                      | Venceu     | [ 19 ]          |
| 2005 | SBS Drama Awards                                       | Prêmio Top Excelência, Atriz                | Lovers in Prague                      | Indicado   | [ 19 ]          |
| 2005 | SBS Drama Awards                                       | Top 10 Estrelas                             | Lovers in Prague                      | Venceu     | [ 19 ]          |
| 2006 | 3° Max Movie Awards                                    | Melhor Atriz                                | You Are My Sunshine                   | Venceu     | [ 5 ]           |
| 2006 | 42° Baeksang Arts Awards                               | Melhor Atriz (Filme)                        | You Are My Sunshine                   | Indicado   | [ 98 ]          |
| 2006 | 43° Grand Bell Awards                                  | Melhor Atriz                                | You Are My Sunshine                   | Venceu     | [ 99 ]          |
| 2007 | 60° Festival de Cannes                                 | Melhor Atriz                                | Miryang                               | Venceu     | [ 100 ]         |
| 2007 | 2° Asia-Pacific Producers Network Awards               | Prêmio Artista de Cinema Asiático           | Miryang                               | Venceu     | [ 101 ]         |
| 2007 | 44° Grand Bell Awards                                  | Prêmio Especial de Realização               | Miryang                               | Venceu     | [ 102 ]         |
| 2007 | Ministério da Cultura, Esportes e Turismo              | Ordem de Mérito Cultural (Okgwan)           | Miryang                               | Venceu     | [ 103 ]         |
| 2007 | 1° Asia Pacific Screen Awards                          | Melhor Atriz                                | Miryang                               | Venceu     | [ 104 ]         |
| 2007 | 28° Blue Dragon Film Awards                            | Melhor Atriz Principal                      | Miryang                               | Venceu     | [ 105 ]         |
| 2007 | 28° Blue Dragon Film Awards                            | Melhor Vestido                              | —                                     | Venceu     | [ 105 ]         |
| 2007 | 27° Prêmio da Associação Coreana de Críticos de Cinema | Melhor Atriz                                | Miryang                               | Venceu     | [ 28 ]          |
| 2007 | 7° Proud Korean Awards                                 | Recipiente (para a categoria de Filmes)     | Miryang                               | Venceu     |                 |
| 2007 | 6° Korean Film Awards                                  | Melhor Atriz                                | Miryang                               | Venceu     |                 |
| 2007 | 8° Women in Film Korea Awards                          | Melhor Atriz                                | Miryang                               | Venceu     | [ 106 ]         |
| 2007 | 10° Director's Cut Awards                              | Melhor Atriz                                | Miryang                               | Venceu     |                 |
| 2007 | Cine 21 Awards                                         | Melhor Atriz                                | Miryang                               | Venceu     |                 |
| 2007 | 3° University Film Festival of Korea                   | Melhor Atriz                                | Miryang                               | Venceu     |                 |
| 2008 | 2° Asian Film Awards                                   | Melhor Atriz                                | Miryang                               | Venceu     | [ 107 ]         |
| 2008 | 10° Asian Film Critics Association Awards              | Melhor Atriz                                | Miryang                               | Venceu     |                 |
| 2008 | 44° Baeksang Arts Awards                               | Melhor Atriz (Filme)                        | Miryang                               | Indicado   |                 |
| 2008 | 45° Grand Bell Awards                                  | Melhor Atriz                                | Miryang                               | Indicado   |                 |
| 2009 | Ordem das Artes e Letras                               | Chevalier da Ordem das Artes e Letras       | —                                     | Recipiente | [ 34 ]          |
| 2009 | André Kim Best Star Awards                             | Prêmio Super Artista                        | —                                     | Venceu     | [ 108 ]         |
| 2009 | 12° Director's Cut Awards                              | Recipiente Anjo do Cinema                   | —                                     | Recipiente | [ 109 ]         |
| 2010 | Village Voice Film Poll                                | Melhor Atriz                                | Miryang                               | 5° Lugar   |                 |
| 2010 | IndieWire Critics Poll                                 | Melhor Atriz                                | Miryang                               | 7° Lugar   |                 |
| 2010 | 47° Grand Bell Awards                                  | Melhor Atriz                                | The Housemaid                         | Indicado   |                 |
| 2010 | Cinemanila International Film Festival                 | Melhor Atriz                                | The Housemaid                         | Venceu     |                 |
| 2010 | 31° Blue Dragon Film Awards                            | Melhor Atriz Principal                      | The Housemaid                         | Indicado   |                 |
| 2010 | 8° Korean Film Awards                                  | Melhor Atriz                                | The Housemaid                         | Indicado   |                 |
| 2011 | 2° Seoul Art and Culture Awards                        | Melhor Atriz                                | The Housemaid                         | Venceu     | [ 110 ]         |
| 2011 | 31° Fantasporto Director's Week                        | Melhor Atriz                                | The Housemaid                         | Venceu     | [ 111 ]         |
| 2011 | 5° Asian Film Awards                                   | Melhor Atriz                                | The Housemaid                         | Indicado   | [ 112 ]         |
| 2011 | 5° Asian Film Awards                                   | People's Choice Award de Atriz Favorita     | The Housemaid                         | Venceu     | [ 112 ]         |
| 2011 | 8° Prêmio da Sociedade Internacional de Cinéfilos      | Melhor Atriz                                | Miryang                               | Indicado   |                 |
| 2014 | 5° KOFRA Film Awards                                   | Melhor Atriz                                | Way Back Home                         | Venceu     | [ 113 ]         |
| 2014 | 9° Max Movie Awards                                    | Melhor Atriz                                | Way Back Home                         | Venceu     |                 |
| 2014 | 19° Chunsa Film Art Awards                             | Melhor Atriz                                | Way Back Home                         | Indicado   |                 |
| 2014 | 50° Baeksang Arts Awards                               | Melhor Atriz (Filme)                        | Way Back Home                         | Indicado   | [ 114 ]         |
| 2014 | 23° Buil Film Awards                                   | Melhor Atriz                                | Way Back Home                         | Indicado   |                 |
| 2014 | 51° Grand Bell Awards                                  | Melhor Atriz                                | Way Back Home                         | Indicado   | [ 115 ]         |
| 2014 | 35° Blue Dragon Film Awards                            | Melhor Atriz Principal                      | Way Back Home                         | Indicado   |                 |
| 2015 | 36° Blue Dragon Film Awards                            | Melhor Atriz Principal                      | The Shameless                         | Indicado   | [ 116 ]         |
| 2015 | Festival Internacional de Música e Cinema de Jecheon   | Melhor Atriz                                | The Shameless                         | Venceu     | [ 117 ]         |
| 2015 | 17° Asian Film Critics Association Awards              | Melhor Atriz                                | The Shameless                         | Indicado   |                 |
| 2015 | 24° Buil Film Awards                                   | Melhor Atriz                                | The Shameless                         | Venceu     | [ 118 ]         |
| 2015 | 35° Korean Association of Film Critics Awards          | Melhor Atriz                                | The Shameless                         | Indicado   |                 |
| 2015 | 15° Director's Cut Awards                              | Melhor Atriz                                | The Shameless                         | Venceu     | [ 119 ]         |
| 2015 | Cine 21 Awards                                         | Melhor Atriz                                | The Shameless                         | Venceu     |                 |
| 2016 | 7° KOFRA Film Awards                                   | Melhor Atriz                                | The Shameless                         | Venceu     | [ 120 ]         |
| 2016 | 21° Chunsa Film Art Awards                             | Melhor Atriz                                | The Shameless                         | Indicado   |                 |
| 2016 | 52° Baeksang Arts Awards                               | Melhor Atriz (Filme)                        | The Shameless                         | Venceu     | [ 121 ]         |
| 2016 | 1° Asia Artist Awards                                  | Grande Prêmio (Daesang)                     | The Good Wife                         | Indicado   |                 |
| 2019 | Far East Film Festival                                 | Prêmio Lifetime Achievement                 | —                                     | Recipiente | [ 61 ]          |
| 2019 | 40° Blue Dragon Film Awards                            | Melhor Atriz Principal                      | Birthday                              | Indicado   | [ 122 ]         |
| 2019 | 19° Director's Cut Awards                              | Melhor Atriz                                | Birthday                              | Indicado   |                 |
| 2019 | 28° Buil Film Awards                                   | Melhor Atriz                                | Birthday                              | Venceu     | [ 123 ]         |
| 2019 | 6° Korean Film Producers Association Awards            | Melhor Atriz                                | Birthday                              | Venceu     | [ 124 ]         |
| 2020 | 56° Grand Bell Awards                                  | Melhor Atriz                                | Birthday                              | Indicado   | [ 125 ]         |
| 2020 | 56° Baeksang Arts Awards                               | Melhor Atriz (Filme)                        | Birthday                              | Venceu     | [ 126 ]         |
| 2020 | 29° Buil Film Awards                                   | Melhor Atriz                                | Beasts Clawing at Straws              | Indicado   |                 |
| 2021 | 41° Blue Dragon Film Awards                            | Melhor Atriz Principal                      | Beasts Clawing at Straws              | Indicado   | [ 127 ] [ 128 ] |
| 2021 | 26° Chunsa Film Art Awards                             |                                             | Beasts Clawing at Straws              | Venceu     | [ 129 ] [ 130 ] |
| 2022 | Director's Cut Awards                                  | Melhor Atriz em Série                       | Lost                                  | Indicado   | [ 131 ]         |
| 2022 | 31° Buil Film Awards                                   | Melhor Atriz                                | Emergency Declaration                 | Indicado   | [ 132 ]         |
| 2023 | 59° Baeksang Arts Awards                               | Melhor Atriz (Filme)                        | Kill Boksoon                          | Indicado   | [ 133 ]         |